# ネクスト・ジョーダン
ネクスト・ジョーダン（Next Jordan）とは、1980年代から1990年代に掛けてNBAで活躍したマイケル・ジョーダンの後継者を指す。特定の人物はおらず、将来有望なバスケットボール選手が現れた時や、世界的な人気を勝ち得たジョーダンのような存在が再び現れることを願う時などに用いられる。

## 概要
1990年代のNBAはマイケル・ジョーダンを始めとする数多くの個性豊かな選手たちが活躍し、さらにジョーダン率いるシカゴ・ブルズによる2度のスリーピート、バルセロナ五輪へのドリームチームの派遣などがあり、NBAの人気は一つの頂点を迎えた。NBA人気を支えた最大の功労者は間違いなくジョーダンであったが、そのジョーダンがキャリア末期を迎え、1994年に1度目の引退をした頃からNBA関係者やファンたちはジョーダンの後を継ぐ選手の登場を待ちわびるようになった。
そして1998年、ついにジョーダンが2度目の引退。続けてロックアウトが発生し、1998-99シーズンが大幅に縮小されるという事態となり、ジョーダン以後人気が下降すると予想されたNBAにさらなる打撃を与えた。NBAにとってジョーダンの後継者の誕生は急務となった。
2000年代のNBAはこの「ネクスト・ジョーダン」という言葉がテーマの一つであり、一種の呪縛のようなものでもあった。選手達にとっては「越えるべき壁」、あるいはプレッシャーとして存在し、様々な将来有望な選手が「ネクスト・ジョーダン」候補に挙げられ、あらゆる点をジョーダンと比較された。ジョーダンと比べられることを名誉に思う選手も居れば、嫌悪感を示す選手も居る。また1990年代のジョーダン時代を経験したNBAファンたちには、好んで議論される話題の一つとなっている。

## 条件
「ネクスト・ジョーダン」の条件はそれを論じる人々の考え方によって異なり、「トップクラスの実力と人気を兼ね備えたNBA選手」以外は、特定の条件はない。しかしジョーダン引退後の最大の実力者であるシャキール・オニールやティム・ダンカンが、「ネクスト・ジョーダン」と呼ばれることは滅多に無い。「ネクスト・ジョーダン」候補として挙げられる選手の多くは、ジョーダンと同じガードやフォワードのオールラウンダーである。
他にも様々な条件が存在する。以下、主に挙げられる条件を記す。
- フランチャイズ・プレイヤーであること。
- 派手なダンクシュートやアクロバティックなプレイが可能な高い身体能力を持っていること。
- クラッチ・シューターであること。
- 強いリーダーシップがあること。
- MVPなどの個人タイトルや得点王などのスタッツリーダー獲得経験があること。

## 候補
- ハロルド・マイナー (1992年 - 1996年) ベビー・ジョーダン (Baby Jordan) と呼ばれた[2]。
- アンファニー・ハーダウェイ (1993年 - 2008年) ジョーダンが現役の頃から「ネクスト・ジョーダン」と期待された身長201cmの長身ポイントガード。しかし度重なる怪我に見舞われて以降は、一時期の輝きを失った[2]。
- グラント・ヒル (1994年 - 2013年) 同じくジョーダン現役時代の「ネクスト・ジョーダン」候補。1996年のオールスターファン投票ではジョーダンを抑えて1位に輝いたが、ヒルもまた怪我に苦しんだ[2]。
- ジェリー・スタックハウス (1995年 - 2013年) バスケットの名門強豪のノースカロライナ大学からアーリーエントリー。1995年のNBAドラフトでフィラデルフィア・セブンティシクサーズから全体の3番目で指名を受けた[2]。ちなみに、この経歴はマイケル・ジョーダンと全く同じである。
- コービー・ブライアント[2] (1996年 - 2016年) 実績、人気ともに最もジョーダンに例えられる事が多い選手。名門ロサンゼルス・レイカーズで5度の優勝を達成し、ジョーダン自身、「自分の引退後のプレイヤーの中で、自分と比較されるにふさわしい選手はコービーだけだ。」と語っている。
- レイ・アレン (1996年 - 2014年) 3pシューターのイメージが強いがガードとしての能力も高く若い頃は身体能力を活かしたアスレチックなプレイもしていた。アンセルフィッシュな性格だったため個人タイトルこそないが実力は間違いなくネクストジョーダン候補に入る選手だろう。
- トレイシー・マグレディ (1997年 - 2013年) 高い得点能力があり、2回得点王を獲得。しかし怪我が多く、全盛期の輝きを失い引退した。
- ヴィンス・カーター (1998年 - 2020年) 類稀なダンクセンスで一世を風靡した。ダンクだけならジョーダン以上と評された。
- レブロン・ジェームズ[2] (2003年 - ) ジョーダンとマジック・ジョンソンを掛け合わせたような選手と評されている。デビュー時の背番号はジョーダンと同じ『23』。2010年にマイアミ・ヒートへの移籍で大きな物議を巻き起こしたが、マイアミとクリーブランド、そしてレイカーズで4度の優勝とファイナルMVP、4度のシーズンMVPを獲得。現在のNBAを代表する選手となった。
- ドウェイン・ウェイド (2003年 - 2019年) 2006年のプレーオフやファイナルでのクラッチタイムにおける勝負強さや風邪を押してのプレイは、ジョーダンに例えられた。
- デリック・ローズ（2008 - 2024）ジョーダン以来のブルズのエースとなり、新人王、シーズンMVPなどに選ばれたが、故障が多く出場機会が少ない。

## 関連書籍
- 『ネクスト・ジョーダン―NBA新世紀のヒーローたち』– 金子義仁 1998年6月 長崎出版 ISBN 978-4930695819